# Róbert Švehla
Pour les articles homonymes, voir Švehla.
Temple de la renommée slovaque : 2011
Róbert Švehla (né le 2 janvier 1969 à Martin en Tchécoslovaquie aujourd'hui ville de Slovaquie) est un joueur professionnel de hockey sur glace.

## Carrière en club
Il commence sa carrière dans le club de sa ville natale, le ZŤS Martin et en 1986-1987 évolue en division 1 slovaque, en dessous de la ligue élite tchécoslovaque. En 1989, il fait ses débuts dans la grande ligue, la 1.liga en jouant pour le club du HC Dukla Trenčín. En 1992, il remporte la Crosse d'Or en tant que meilleur joueur tchécoslovaque et pour sa troisième saison avec le club, il joue aux côtés de joueurs comme Miloš Holaň, Žigmund Pálffy, Róbert Petrovický ou encore Branislav Jánoš. Ensemble, ils remportent le titre de champion de la 1.liga.
Choisi lors du repêchage d'entrée dans la Ligue nationale de hockey de 1992 par les Flames de Calgary, il quitte son pays mais ne rejoint pas immédiatement l'Amérique du Nord. Il joue trois saisons avec le club de Malmö IF dans l’Elitserien, plus haute division suédoise. Au bout de sa seconde saison, il remporte le titre de champion et lors de la saison suivante, il joue la saison avec Malmö mais joue également cinq matchs avec les Panthers de la Floride, ces derniers ayant obtenu les droits du joueur contre ceux de Magnus Svensson.
Il s'intègre rapidement au sein de la défense des Panthers et va y passer sept saisons complètes. En 1995-1996, les Panthers surprennent les observateurs de la LNH, en parvenant à la finale de la Coupe Stanley. Ils parviennent à éliminer les Penguins de Pittsburgh, Švehla et Terry Carkner ayant réussi à brider l'attaque des Penguins constituée de Mario Lemieux et de Jaromír Jágr à seulement deux buts. L'équipe est tout de même éliminée en quatre matchs nets par l'Avalanche du Colorado. En 1996-1997, il connaît sa meilleure saison avec 13 buts et 45 points et une sélection pour jouer le 47e Match des étoiles de la LNH.
Au cours de l'été 2002, il quitte les Panthers et joue une dernière saison professionnelle avec les Maple Leafs de Toronto. Il rejoint la franchise du Canada en retour de Dmitri Iouchkevitch. Il joue cette dernière saison comme si c'était la première, ne ratant, pour la quatrième fois consécutive, aucun match de la saison. Le 4 septembre 2003, il annonce officiellement sa retraite professionnelle.

### Trophées et honneurs personnels
- Championnat de Tchécoslovaquie
  - 1991-1992 : champion avec HC Dukla Trenčín et vainqueur de la Crosse d'Or
- Elitserien
  - 1993-1994 : champion avec Malmö IF
- Ligue nationale de hockey
  - Sélectionné pour jouer le 47e Match des étoiles.

## Statistiques
Pour les significations des abréviations, voir Statistiques du hockey sur glace.
| Saison     | Équipe                 | Ligue      |     | Saison régulière | Saison régulière | Saison régulière | Saison régulière | Saison régulière |   | Séries éliminatoires | Séries éliminatoires | Séries éliminatoires | Séries éliminatoires | Séries éliminatoires |
| Saison     | Équipe                 | Ligue      | PJ  | B                | A                | Pts              | Pun              | PJ               | B | A                    | Pts                  | Pun                  |                      |                      |
| 1989-1990  | HC Dukla Trenčín       | 1.liga     | 29  | 4                | 3                | 7                |                  |                  |   |                      |                      |                      |                      |                      |
| 1990-1991  | HC Dukla Trenčín       | 1.liga     | 52  | 16               | 9                | 25               | 62               |                  |   |                      |                      |                      |                      |                      |
| 1991-1992  | HC Dukla Trenčín       | 1.liga     | 51  | 23               | 28               | 51               | 74               |                  |   |                      |                      |                      |                      |                      |
| 1992-1993  | Malmö IF               | Elitserien | 40  | 19               | 10               | 29               | 86               | 6                | 0 | 1                    | 1                    | 14                   |                      |                      |
| 1993-1994  | Malmö IF               | Elitserien | 37  | 14               | 25               | 39               | 127              | 10               | 5 | 1                    | 6                    | 23                   |                      |                      |
| 1994-1995  | Malmö IF               | Elitserien | 32  | 11               | 13               | 24               | 83               | 9                | 2 | 3                    | 5                    | 6                    |                      |                      |
| 1994-1995  | Panthers de la Floride | LNH        | 5   | 1                | 1                | 2                | 0                |                  |   |                      |                      |                      |                      |                      |
| 1995-1996  | Panthers de la Floride | LNH        | 81  | 8                | 49               | 57               | 94               | 22               | 0 | 6                    | 6                    | 32                   |                      |                      |
| 1996-1997  | Panthers de la Floride | LNH        | 82  | 13               | 32               | 45               | 86               | 5                | 1 | 4                    | 5                    | 4                    |                      |                      |
| 1997-1998  | Panthers de la Floride | LNH        | 79  | 9                | 34               | 43               | 113              |                  |   |                      |                      |                      |                      |                      |
| 1998-1999  | Panthers de la Floride | LNH        | 80  | 8                | 29               | 37               | 83               |                  |   |                      |                      |                      |                      |                      |
| 1999-2000  | Panthers de la Floride | LNH        | 82  | 9                | 40               | 49               | 64               | 4                | 0 | 1                    | 1                    | 4                    |                      |                      |
| 2000-2001  | Panthers de la Floride | LNH        | 82  | 6                | 22               | 28               | 76               |                  |   |                      |                      |                      |                      |                      |
| 2001-2002  | Panthers de la Floride | LNH        | 82  | 7                | 22               | 29               | 87               |                  |   |                      |                      |                      |                      |                      |
| 2002-2003  | Maple Leafs de Toronto | LNH        | 82  | 7                | 38               | 45               | 46               | 7                | 0 | 3                    | 3                    | 2                    |                      |                      |
| Totaux LNH | Totaux LNH             | Totaux LNH | 655 | 68               | 267              | 335              | 649              | 38               | 1 | 14                   | 15                   | 42                   |                      |                      |

## Carrière internationale
Il remporte la médaille d'argent au championnat d'Europe junior de 1987 avec la Tchécoslovaquie. Il joue également avec l'équipe nationale pour les Jeux olympiques d'hiver de 1992 et remporte la médaille de bronze. Au cours de la même année, il fait ses débuts dans le championnat du monde et est élu meilleur défenseur du tournoi.
À la suite de la partition de la Tchécoslovaquie, il prend la nationalité slovaque et joue avec l'équipe nationale lors de certaines compétitions internationales :
- Jeux olympiques d'hiver
  - 1994 - 6e place
  - 1998 - 10e place
- Championnat du monde
  - 1995 - Première place de la seconde division. À cette occasion, il est élu au sein de l'équipe type.
  - 2003 -  Médaille de bronze